# Бродский, Александр Маркович
Алекса́ндр Ма́ркович Бро́дский, также известный как Ми́кки Вульф (род. 26 января 1942, Каттакурган, Самаркандская область, Узбекская ССР, СССР) — молдавско-израильский журналист, эссеист и переводчик, поэт, писатель

, сценарист.

## Биография
Александр Бродский родился в эвакуации в Узбекистане в 1942 году, в семье адвоката (в военную пору школьного учителя) и преподавательницы консерватории, а в 1944 году, тотчас после освобождения города, семья вернулась в Кишинёв. Здесь он закончил 3-ю среднюю школу, посещал литературный кружок при газете «Молодёжь Молдавии», которым руководил поэт Рудольф Ольшевский (тогда же в начале 1960-х годов этот кружок посещали Лев Беринский, Александр Ожиганов, Борис Викторов и другие известные впоследствии литераторы). В 1961—1964 годах служил в армии.
В 1970 году А. М. Бродский окончил факультет журналистики МГУ с дипломом литературного редактора. Работал в редакции кишинёвского литературного журнала на молдавском языке «Нистру», возглавлял русскую редакцию двуязычной еврейской газеты «Наш голос» («אונדזער קול»). Член Союза писателей СССР с 1978 года. В 1981—1983 годах учился в первом выпуске группы еврейского языка и литературы Высших литературных курсов СП СССР при Литературном институте имени А. М. Горького вместе с Львом Беринским, Борисом Сандлером, Вэлвлом Черниным и Мойше Пэнсом.
Александр Бродский был одним из самых плодотворных переводчиков классической и современной молдавской поэзии и прозы на русский язык, в его переводах отдельными изданиями вышли роман Николае Виеру «Травяные кольца» (1985), произведения Георге Асаки, Михая Эминеску, Василе Александри, Спиридона Вангели, Агнессы Рошка, Ливиу Дамиана и десятков других молдавских литераторов. Начиная с 1980-х годов переводил также с идиша (например, посмертно опубликованный роман «Тот самый год» Иосифа Рабина и сборник Бориса Сандлера «Ступени к чуду»). Уже в Израиле перевёл с румынского книгу воспоминаний главного раввина Румынии Мозеса Розена «Опасности, испытания, чудеса» и сборник комментариев раввина Розена к Торе (последний совместно с Львом Беринским); переводил и с других языков.
С декабря 1992 года — в Израиле (Бат-Ям), до 2002 года был редактором литературного приложения «Еврейский камертон» к газете «Новости недели». Публикует, главным образом, литературные эссе в различных периодических изданиях страны под псевдонимом Микки Вульф. В книжной форме эссеистика Микки Вульфа была собрана в сборниках «Milky Way и другие кровельные работы» (2003) и «Несвобода небосвода» (2008, вошла в длинный список Бунинской премии 2008 года).

## Книги

### Александр Бродский
- Как больно…: О чём тревожится, к чему зовёт, за что борется интеллигенция республики (обращения, письма, статьи). / Составитель А. М. Бродский. — Кишинёв: Литература артистикэ, 1989.

### Микки Вульф
- Milky Way и другие кровельные работы: роман. — Иерусалим: Гешарим — М.: Мосты культуры, 2003.
- Несвобода небосвода: сто гаzetных тек100в. — М.: Новое литературное обозрение, 2008.

## Сценарии
- Коршуны добычей не делятся (1988, Молдова-филм)

## В сети
- Отсутствие духа, или шаги командора Архивная копия от 24 апреля 2008 на Wayback Machine (Часть II Архивная копия от 18 ноября 2008 на Wayback Machine, Часть III Архивная копия от 30 октября 2007 на Wayback Machine)
- Чужое лицо, или воскрешение Крейна Архивная копия от 20 мая 2006 на Wayback Machine
- Несвобода небосвода (12 эссе) Архивная копия от 21 ноября 2008 на Wayback Machine
- Несвобода небосвода Архивная копия от 27 марта 2009 на Wayback Machine (Часть II Архивная копия от 24 марта 2009 на Wayback Machine, Часть III Архивная копия от 31 января 2012 на Wayback Machine)
- Гойески (стихи) Архивная копия от 12 мая 2008 на Wayback Machine (Часть II Архивная копия от 12 мая 2008 на Wayback Machine)
- Рецензия Михаила Крутикова (на идише)
- Рецензия Льва Беринского Архивная копия от 13 марта 2005 на Wayback Machine
- Стихотворение Александра Ожиганова «Воспоминания о Бессарабии» Архивная копия от 26 октября 2013 на Wayback Machine